# Tiszaigar, Jász-Nagykun-Szolnok
Tiszaigar  este un sat în districtul Tiszafüred, județul Jász-Nagykun-Szolnok, Ungaria, având o populație de 874 de locuitori (2011). 

## Demografie
Componența etnică a satului Tiszaigar
     Maghiari (91,34%)
     Romi (6,22%)
     Germani (1,71%)
     Necunoscut (0,73%)
     Alții (0,73%)
Componența confesională a satului Tiszaigar
     Reformați (29,75%)
     Romano-catolici (29,41%)
     Fără religie (16,48%)
     Necunoscută (24,37%)
     Alte religii (2,52%)
Conform recensământului din 2011, satul Tiszaigar avea 874 de locuitori. Din punct de vedere etnic, majoritatea locuitorilor (91,34%) erau maghiari, existând și minorități de romi (6,22%) și germani (1,71%). Apartenența etnică nu este cunoscută în cazul a 0,73% din locuitori. Nu există o religie majoritară, locuitorii fiind reformați (29,75%), romano-catolici (29,41%) și persoane fără religie (16,48%). Pentru 24,37% din locuitori nu este cunoscută apartenența confesională.